# Julia sumptuaria
La lex Julia sumptuaria va ser una antiga llei romana que va establir probablement Juli Cèsar. Cèsar va obligar, quan era dictador, a complir les antigues lleis sumptuàries que havien caigut en desús i legislaven sobre les despeses en els Jocs. Posava guàrdies als mercats perquè retiressin els menjars prohibits, i de vegades feia prendre els plats de les taules dels banquets particulars. També va posar sancions als que venien determinades robes luxoses, ornades d'or o de perles, i als que les portaven.
El mateix Juli Cèsar o més probablement August, va establir aquesta llei Juia sumptuaria que regulava les despeses que es podien fer en determinats dies. Fixava en dos-cents asos la despesa de la taula (en convits) en dia feiner, en tres-cents a les calendes, nones, idus i altres dies festius, i en mil asos les despeses d'una boda i en festes extraordinàries. Un edicte probablement de Tiberi permetia que les despeses a les festes oscil·lin entre els 300 i els 2.000 sestercis, amb l'esperança que aquesta concessió assegurés l'obediència de la llei.